# Loddigesia mirabilis
Loddigesia mirabilis là một loài chim ruồi thuộc họ Chim ruồi. Loài này kích thước rất nhỏ bé (tối đa chỉ đạt 15 cm), bộ lông óng ánh sắc màu và đặc biệt nhất là cặp lông đuôi dài tuyệt đẹp, rất giống với loài chim thiên đường. Nó là thành viên duy nhất của chi đơn loài Loddigesia.
Là một loài đặc hữu của Peru, loài này được tìm thấy ở cạnh rừng của khu vực Río Utcubamba. Nó lần đầu tiên được báo cáo vào năm 1835 bởi nhà sưu tập chim Andrew Matthews cho George Loddiges. Loài chim ruồi này là duy nhất trong số các loài chim khi nó chỉ có bốn lông đuôi dài. Tính năng đáng chú ý nhất là của con mái là cái đuôi dài hình cái vợt bên ngoài bắt chéo nhau và kết thúc đĩa lớn màu tím-xanh. Nó có thể cử động chúng một cách độc lập.
Do mất nơi sống đang diễn ra, kích thước dân số nhỏ, và phạm vi giới hạn, loài chim ruồi này được đánh giá là nguy cơ tuyệt chủng trong sách đỏ IUCN. Nó được liệt kê trong Phụ lục II của Công ước CITES. 
Số cá thể còn lại quá ít, môi trường sống hoang dã bị con người đe dọa nghiêm trọng nên hiện nay loài này đã được đưa vào khu bảo tồn rộng 0,4km2 tại Peru. Mai này khi trên thế giới chẳng còn con Marvelous nào thì ta cũng có thể ngắm chúng nơi đây.